# Cyril Saulnier
Pour les articles homonymes, voir Saulnier.
Cyril Saulnier, né le 16 août 1975 à Toulon, est un joueur de tennis français.
Professionnel depuis 1996 il a atteint la finale du tournoi de San José en 2005 face à Andy Roddick. Il réside à Boca Raton en Floride.
À l'Open d'Australie 2004 il bat son unique top 10 : Guillermo Coria no 5 mondial (7-67, 6-2, 6-4).
Il est aujourd’hui directeur de la ProWorld Tennis Academy, une académie située à Delray Beach en Floride.

## Palmarès

### Finale en simple messieurs
| No | Date       | Nom et lieu du tournoi | Catégorie   | Dotation  | Surface    | Vainqueur    | Score    |          |
| -- | ---------- | ---------------------- | ----------- | --------- | ---------- | ------------ | -------- | -------- |
| 1  | 07-02-2005 | SAP Open, San José     | Int' Series | 355 000 $ | Dur (int.) | Andy Roddick | 6-0, 6-4 | Parcours |

## Résultats en Grand Chelem

### En simple
| Année | Open d'Australie | Open d'Australie | Internationaux de France | Internationaux de France | Wimbledon       | Wimbledon          | US Open         | US Open             |
| ----- | ---------------- | ---------------- | ------------------------ | ------------------------ | --------------- | ------------------ | --------------- | ------------------- |
| 1999  | —                | —                | —                        | —                        | —               | —                  | 1er tour (1/64) | Axel Pretzsch       |
| 2000  | 1er tour (1/64)  | Tommy Haas       | 1er tour (1/64)          | Werner Eschauer          | 1er tour (1/64) | Jérôme Golmard     | 2e tour (1/32)  | Magnus Norman       |
| 2001  | Q3               | Alex O'Brien     | 1er tour (1/64)          | Fernando González        | —               | —                  | 1er tour (1/64) | Jérôme Golmard      |
| 2002  | 1er tour (1/64)  | Stefan Koubek    | Q1                       | Vasilis Mazarakis        | 1er tour (1/64) | Radek Štěpánek     | —               | —                   |
| 2003  | Q3               | Jaymon Crabb     | 1er tour (1/64)          | Juan Ignacio Chela       | 2e tour (1/32)  | Mark Philippoussis | 1er tour (1/64) | Paradorn Srichaphan |
| 2004  | 2e tour (1/32)   | Hicham Arazi     | 1er tour (1/64)          | Tim Henman               | 2e tour (1/32)  | Feliciano López    | 2e tour (1/32)  | Nicolas Kiefer      |
| 2005  | 1er tour (1/64)  | Tim Henman       | 1er tour (1/64)          | Filippo Volandri         | 1er tour (1/64) | Dominik Hrbatý     | 2e tour (1/32)  | Ivan Ljubičić       |
| 2006  | 1er tour (1/64)  | Thomas Johansson | Q3                       | Óscar Hernández          | —               | —                  | —               | —                   |

N.B. : à droite du résultat se trouve le nom de l'ultime adversaire.

### En double
| Année | Open d'Australie                | Open d'Australie         | Roland-Garros               | Roland-Garros                      | Wimbledon             | Wimbledon                  | US Open               | US Open                     |
| ----- | ------------------------------- | ------------------------ | --------------------------- | ---------------------------------- | --------------------- | -------------------------- | --------------------- | --------------------------- |
| 2000  | -                               | -                        | 2e tour Stéphane Huet       | Wayne Ferreira Ievgueni Kafelnikov | -                     | -                          | -                     | -                           |
| 2001  | -                               | -                        | -                           | -                                  | -                     | -                          | -                     | -                           |
| 2002  | -                               | -                        | -                           | -                                  | -                     | -                          | -                     | -                           |
| 2003  | -                               | -                        | 1er tour Jérôme Golmard     | Donald Johnson Nenad Zimonjić      | -                     | -                          | -                     | -                           |
| 2004  | -                               | -                        | -                           | -                                  | -                     | -                          | 1er tour Jeff Coetzee | Karol Beck Robin Söderling  |
| 2005  | 1er tour Jean-François Bachelot | Simon Aspelin Todd Perry | 1er tour Paul-Henri Mathieu | Massimo Bertolini Filippo Volandri | 1er tour Tom Vanhoudt | Stephen Huss Wesley Moodie | 1er tour Gaël Monfils | Mahesh Bhupathi Martin Damm |
| 2006  | -                               | -                        | -                           | -                                  | -                     | -                          | -                     | -                           |
| 2007  | -                               | -                        | 1er tour Sébastien Grosjean | Jonathan Erlich Andy Ram           | -                     | -                          | -                     | -                           |